# Субашкьой
Субашкьой (на гръцки: Νέο Σούλι, Нео Сули, катаревуса: Νέον Σούλιον, Неон Сулион, до 1927 година Σουμπάσκιοϊ, Субаскьой,на турски: Subaşköy, Субашкьой) е село в Гърция, дем Довища.

## География
Селото е разположено на 7 километра източно от град Сяр (Серес) в Сярското поле в южното подножие на планината Сминица (Меникио).

## История

### Етимология
Според Йордан Н. Иванов името е турското subaşı, управител на чифлик и кьой, село.

### Античност и Средновековие
На 1 km северно от Субашкьой са развалините на античната и средновековна крепост Градище (Градискос).

### В Османската империя
През XIX век Субашкьой е сравнително голямо гръцко дарнашко село, числящо се към Сярската кааза на Отоманската империя. Църквата „Успение Богородичо“ е от 1836 година. Александър Синве („Les Grecs de l’Empire Ottoman. Etude Statistique et Ethnographique“), който се основава на гръцки данни, в 1878 година пише, че в Супашкьой (Soupas-keuy) живеят 976 гърци. В „Етнография на вилаетите Адрианопол, Монастир и Салоника“, издадена в Константинопол в 1878 година и отразяваща статистиката на населението от 1873 година, Субашкьой (Soubachkeuï) е посочено като село с 226 домакинства, като жителите му са 620 гърци.
В 1891 година Георги Стрезов определя селото като част от Сармусакликол и пише:
| „ | Субашкьой, на И от Сяр 1 час, при полите на Боздаг. Полите на Боздаг над това село са постлани с ботати лозя, гроздето от които се разпродава в града или се прави на вино. Полето под Субашкьой между другите произведения дава и тютюн средно качество. 130 къщи, с 650 гърци. | “ |

Според Васил Кънчов в „Пътуване по долините на Струма, Места и Брегалница. Битолско, Преспа и Охридско“ Субаш кьой има 130 гръцки къщи и към 1900 година в „Македония. Етнография и статистика“ селото брои 835 жители, от които 820 гърци и 15 турци. По данни на секретаря на Българската екзархия Димитър Мишев („La Macédoine et sa Population Chrétienne“) в 1905 година християнското население на Субашкьой (Soubache-Keuy) се състои от 850 жители гърци и в селото работи гръцко начално училище.

### В Гърция
Селото е освободено от османска власт от части на Българската армия през октомври 1912 година във Балканската война. По време на войната 1 човек от Субашкьой се включва като доброволец в Македоно-одринското опълчение. По Букурещкия мирен договор, приключил Междусъюзническата война в 1913 година, селото заедно с цяла Егейска Македония попада в Гърция. През 1926 година селото е прекръстено на Неон Сулион, тоест Ново Сули.
Други християнски храмове в селото са „Света Марина“ (1880), „Свети Йоан Предтеча“ (1891), „Свети Илия“ (1900), „Свети Георги“ (1927), „Свети Димитър“ (1836, възстановен 1997).
| Име       | Име        | Ново име  | Ново име   | Описание                                 |
| --------- | ---------- | --------- | ---------- | ---------------------------------------- |
| Бахчи     | Μπαχτέδες  | Кипи      | Κήποι      | местност на З от Субашкьой и на И от Сяр |
| Алис      | Άλής       | Орион     | Όριον      | възвишение на СЗ от Субашкьой (110,7 m)  |
| Какавудия | Κακαβούδια | Салигария | Σαλιγκάρια | местност на ЮЮЗ от Субашкьой             |
| Бузарас   | Μπουζάρας  | Пагерон   | Παγερόν    | възвишение на СЗ над Субашкьой (188 m)   |

## Личности
Родени в Субашкьой
- Манасий Поптеодоров (1860 – 1938), български музиколог
- Христо Сотиров, македоно-одрински опълченец, 1 рота на 9 велешка дружина[15]
- Танасис Кириакопулос (1879 – 1929), гръцки общественик и политик, деец на гръцката въоръжена пропаганда в Македония